# Grande Île (Poses)
Pour les articles homonymes, voir Grande Île.
Grande Île est une île située sur la Seine appartenant aux communes de Poses et d'Amfreville-sous-les-Monts.

## Description
Elle s'étend sur plus d'1 km de longueur pour une largeur d'environ 360 m, est traversée au nord par le barrage-écluse de Poses-Amfreville et est classée parmi les zones naturelles d'intérêt écologique, faunistique et floristique (ZNIEFF)
.